# Bảo Sơn, Tân Trúc

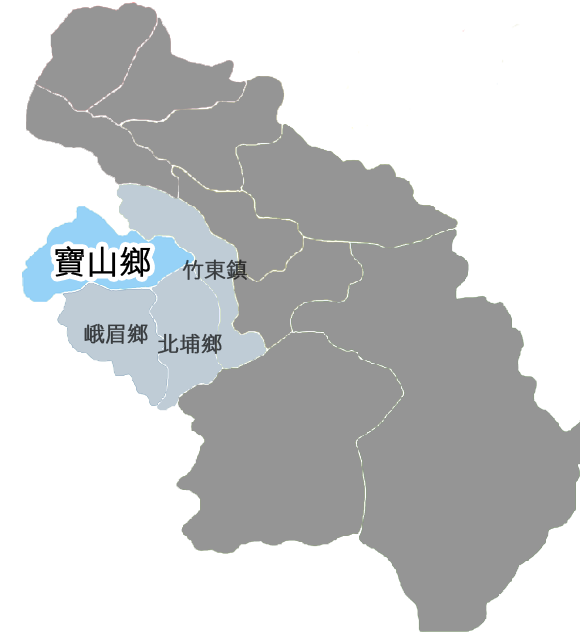
Vị trí tại Tân Trúc (màu xanh đậm)

Bảo Sơn (tiếng Trung: 寶山鄉; bính âm: Bǎoshān Xiāng) là một hương (xã) của huyện Tân Trúc, tỉnh Đài Loan, Trung Hoa Dân Quốc (Đài Loan). Bảo Sơn nằm tại nơi giao nhau giữa quốc lộ 1 và 3 với địa hình có nhiều đồi núi, độ cao dao động từ 15 đến 241 mét. Tổng diện tích của hương là 64,7871 km², dân số vào tháng 8 năm 2011 là 14.051 người thuộc 4.777 hộ gia đình, mật độ cư trú đạt 216,9 người/km².